# كأس بوردر-جافاسكار
كأس بوردر–جافاسكار (بالإنجليزية: Border–Gavaskar Trophy) (المعروفة باسم بي جي تي) هي بطولة دولية للكريكيت تُلعب بين الهند وأستراليا. تمت تسمية السلسلة على اسم القادة السابقين المتميزين، الأسترالي آلان بوردر والهندي سونيل جافاسكار. يتم لعبها من خلال سلسلة اختبارات مجدولة باستخدام برنامج الجولات المستقبلية لمجلس الكريكيت الدولي. الفائز في سلسلة الاختبارات يفوز بالكأس. إذا تم تعادل سلسلة من المباريات، فإن الدولة التي تحمل الكأس سابقًا تحتفظ بها. نظرًا للطبيعة التنافسية للمنافسة بين الهند وأستراليا والمكانة العالية لكلا الفريقين، تعتبر كأس بوردر–جافاسكار واحدة من أكثر الجوائز الثنائية شهرة في لعبة الكريكيت التي تستمر لخمسة أيام. طوال تاريخ بطولة BGT، حافظت الهند على نجاحها التنافسي ضد الفرق الأسترالية. من أصل 17 سلسلة اختبار، فازت الهند 10 مرات، وفازت أستراليا 6 مرات، وانتهت سلسلة واحدة بالتعادل.
اعتبارًا من يناير 2025، ستحتفظ أستراليا بالكأس بعد فوزها على الهند بنتيجة 3–1 في سلسلة 2024–25.
في المنافسة على الكأس منذ عام 1996، كان الهندي ساشين تيندولكار هو الضارب الأكثر نجاحًا، حيث سجل 3262 جولة من 65 جولة. الأسترالي ناثان ليون هو اللاعب الأكثر نجاحًا في لعبة البولينج، حيث حصل على 125 ويكيت في 54 جولة.

## ملخص النتائج
| العام   | المستضيف | الفريق الفائز |
| ------- | -------- | ------------- |
| 1996–97 | الهند    | الهند         |
| 1997–98 | الهند    | الهند         |
| 1999–00 | أستراليا | أستراليا      |
| 2000–01 | الهند    | الهند         |
| 2003–04 | أستراليا | دراون         |
| 2004–05 | الهند    | أستراليا      |
| 2007–08 | أستراليا | أستراليا      |
| 2008–09 | الهند    | الهند         |
| 2010–11 | الهند    | الهند         |
| 2011–12 | أستراليا | أستراليا      |
| 2012–13 | الهند    | الهند         |
| 2014–15 | أستراليا | أستراليا      |
| 2016–17 | الهند    | الهند         |
| 2018–19 | أستراليا | الهند         |
| 2020–21 | أستراليا | الهند         |
| 2022–23 | الهند    | الهند         |
| 2024–25 | أستراليا | أستراليا      |

| السلسلة الكاملة | أستراليا | الهند | دراون |
| --------------- | -------- | ----- | ----- |
| 17              | 6        | 10    | 1     |

## سلسلة اختبارات الخلفية

### سلسلة اختبارات غير رسمية
كانت أول مواجهة على الإطلاق بين الهند وأستراليا في لعبة الكريكيت خلال جولة أستراليا في الهند في 1935–36 للعب سلسلة من أربع مباريات اختبارية غير رسمية. وتبع ذلك فريق الكريكيت الأسترالي الذي قام بجولة في الهند في عامي 1945–46.
| الموسم  | فريق الجولة        | المستضيف | الاختبارات غير الرسمية | أستراليا | الهند | دارون | النتيجة |
| ------- | ------------------ | -------- | ---------------------- | -------- | ----- | ----- | ------- |
| 1935–36 | أستراليا           | الهند    | 4                      | 2        | 2     | 0     | دراون   |
| 1945–46 | الخدمات الأسترالية | الهند    | 3                      | 0        | 1     | 2     | الهند   |

| موسم    | فريق الجولة        | الفريق المضيف | الاختبارات غير الرسمية | أستراليا | الهند | مرسومة |
| ------- | ------------------ | ------------- | ---------------------- | -------- | ----- | ------ |
| 1935–36 | أستراليا           | الهند         | 4                      | 2        | 2     | 0      |
| 1945–46 | الخدمات الأسترالية | الهند         | 3                      | 0        | 1     | 2      |

### سلسلة الاختبارات والمواجهات الفردية التي لا تندرج تحت الكأس
كانت جولة الهند إلى أستراليا في الفترة من 1947–48 هي الأولى لها بعد الاستقلال وشملت أول مباراة اختبارية وسلسلة بين الفريقين. كانت الجولات مقررة بشكل غير منتظم مع وجود فجوات طويلة بينها. واجهت أستراليا والهند بعضهما البعض في نهائي بطولة العالم للاختبار لعام 2023، وهو أول اختبار منذ 1991–92 بين الفريقين حيث لم يتم التنافس على كأس بوردر–جافاسكار.
| 1947–48 | أستراليا | 5  | 4  | 0 | 1  | 0 | أستراليا |   |   |   |
| 1956–57 | الهند    | 3  | 2  | 0 | 1  | 0 | أستراليا |   |   |   |
| 1959–60 | الهند    | 5  | 2  | 1 | 2  | 0 | أستراليا |   |   |   |
| 1964–65 | الهند    | 3  | 1  | 1 | 1  | 0 | دارون    |   |   |   |
| 1967–68 | أستراليا | 4  | 4  | 0 | 0  | 0 | أستراليا |   |   |   |
| 1969–70 | الهند    | 5  | 3  | 1 | 1  | 0 | أستراليا |   |   |   |
| 1977–78 | أستراليا | 5  | 3  | 2 | 0  | 0 | أستراليا |   |   |   |
| 1979–80 | الهند    | 6  | 0  | 2 | 4  | 0 | الهند    |   |   |   |
| 1980–81 | أستراليا | 3  | 1  | 1 | 1  | 0 | دارون    |   |   |   |
| 1985–86 | أستراليا | 3  | 0  | 0 | 3  | 0 | دارون    |   |   |   |
| 1986–87 | الهند    | 3  | 0  | 0 | 2  | 1 | دارون    |   |   |   |
| 1991–92 | أستراليا | 5  | 4  | 0 | 1  | 0 | أستراليا |   |   |   |
| 2023    | إنجلترا  | 1  | 1  | 0 | 0  | 0 | أستراليا |   |   |   |
| المجموع | المجموع  | 51 | 25 | 8 | 17 | 1 | –        | – | – | – |

## سلسلة كأس بوردر–جافاسكار
يوضح الجدول أدناه سلسلة المباريات بعد تأسيس بطولة كأس بوردر–جافاسكار.
| السلسلة | الأعوام   | المستضيف | الاختبارات | أستراليا | الهند | دارون | النتيجة  | الحامل   | لاعب السلسلة                      |
| ------- | --------- | -------- | ---------- | -------- | ----- | ----- | -------- | -------- | --------------------------------- |
| 1       | 1996–97   | الهند    | 1          | 0        | 1     | 0     | الهند    | الهند    | نايان مونجيا                      |
| 2       | 1997–98   | الهند    | 3          | 1        | 2     | 0     | الهند    | الهند    | ساشين تندولكار                    |
| 3       | 1999–2000 | أستراليا | 3          | 3        | 0     | 0     | أستراليا | أستراليا | ساشين تندولكار                    |
| 4       | 2000–01   | الهند    | 3          | 1        | 2     | 0     | الهند    | الهند    | هارباجان سينغ                     |
| 5       | 2003–04   | أستراليا | 4          | 1        | 1     | 2     | دراون    | الهند    | راهول درافيد                      |
| 6       | 2004–05   | الهند    | 4          | 2        | 1     | 1     | أستراليا | أستراليا | داميان مارتين                     |
| 7       | 2007–08   | أستراليا | 4          | 2        | 1     | 1     | أستراليا | أستراليا | بريت لي                           |
| 8       | 2008–09   | الهند    | 4          | 0        | 2     | 2     | الهند    | الهند    | إيشانت شارما                      |
| 9       | 2010–11   | الهند    | 2          | 0        | 2     | 0     | الهند    | الهند    | ساشين تندولكار                    |
| 10      | 2011–12   | أستراليا | 4          | 4        | 0     | 0     | أستراليا | أستراليا | ميخائيل كلارك                     |
| 11      | 2012–13   | الهند    | 4          | 0        | 4     | 0     | الهند    | الهند    | رافيشاندران أشوين                 |
| 12      | 2014–15   | أستراليا | 4          | 2        | 0     | 2     | أستراليا | أستراليا | ستيف سميث                         |
| 13      | 2016–17   | الهند    | 4          | 1        | 2     | 1     | الهند    | الهند    | رافيندرا جاديجا                   |
| 14      | 2018–19   | أستراليا | 4          | 1        | 2     | 1     | الهند    | الهند    | تشيتشوار بوجارا                   |
| 15      | 2020–21   | أستراليا | 4          | 1        | 2     | 1     | الهند    | الهند    | بات كومينز                        |
| 16      | 2022–23   | الهند    | 4          | 1        | 2     | 1     | الهند    | الهند    | رافيندرا جاديجا رافيشاندران أشوين |
| 17      | 2024–25   | أستراليا | 5          | 3        | 1     | 1     | أستراليا | أستراليا | جاسبريت بومراه                    |
| 18      | 2026–27   | الهند    | 5          |          |       |       |          |          |                                   |
| المجموع | المجموع   | المجموع  | 61         | 23       | 25    | 13    |          |          |                                   |

| السلسلة الكاملة | أستراليا | الهند | دراون |
| --------------- | -------- | ----- | ----- |
| 17              | 6        | 10    | 1     |

## ملخص السلسلة
كأس Border–Gavaskar هي واحدة من الجوائز الثنائية الرائدة في لعبة الكريكيت الاختبارية. كلا الفريقين معروفان بصعوبة التغلب عليهما على أرضهما. ويتجلى ذلك في فوز الهند بـ 8 من أصل 9 سلاسل أقيمت في الهند، وفوز أستراليا بـ 4 من أصل 7 سلاسل أقيمت في أستراليا، وذلك اعتبارًا من نهاية سلسلة 2022–23. لقد كسبت الانتصارات خارج الأرض التي حققتها أستراليا (2004–05) والهند (2018–19 و2020–21) مكانة في تراث لعبة الكريكيت. حقق كلا الفريقين عددًا مماثلًا من الانتصارات في الاختبارات والبطولات، كما تغيرت ملكية الكأس بشكل متكرر. تتجلى القدرة التنافسية للسلسلة أيضًا في أنه في عامي 2000–01 و2007–08، كانت الهند هي التي أنهت سلسلة انتصارات أستراليا المتتالية في الاختبارات والتي بلغت 16 فوزًا. تم وصف سلسلة 2000–01 بأنها "الحدود النهائية" لأستراليا من قبل قائدها ستيف واوج بسبب صعوبة الفوز في الهند، وكانت متقاربة للغاية من كلا الجانبين.

### سلسلة أقيمت في الهند
| العام     | الاختبارات | فوز الهند | فوز أستراليا | التعادلات | تعادل | النتيجة  |
| --------- | ---------- | --------- | ------------ | --------- | ----- | -------- |
| 1956–57   | 3          | 0         | 2            | 1         | 0     | أستراليا |
| 1959–60   | 5          | 1         | 2            | 2         | 0     | أستراليا |
| 1964–65   | 3          | 1         | 1            | 1         | 0     | دراون    |
| 1969–70   | 5          | 1         | 3            | 1         | 0     | أستراليا |
| 1979–80   | 6          | 2         | 0            | 4         | 0     | الهند    |
| 1986–87   | 3          | 0         | 0            | 2         | 1     | دراون    |
| 1996–97   | 1          | 1         | 0            | 0         | 0     | الهند    |
| 1997–98   | 3          | 2         | 1            | 0         | 0     | الهند    |
| 2000–01   | 3          | 2         | 1            | 0         | 0     | الهند    |
| 2004–05   | 4          | 1         | 2            | 1         | 0     | أستراليا |
| 2008–09   | 4          | 2         | 0            | 2         | 0     | الهند    |
| 2010–11   | 2          | 2         | 0            | 0         | 0     | الهند    |
| 2012–13   | 4          | 4         | 0            | 0         | 0     | الهند    |
| 2016–17   | 4          | 2         | 1            | 1         | 0     | الهند    |
| 2022–23   | 4          | 2         | 1            | 1         | 0     | الهند    |
| المجموع   | 54         | 23        | 14           | 16        | 1     |          |
| المجموع % | المجموع %  | 43%       | 26%          | 30%       | 2%    |          |

### سلسلة أقيمت في أستراليا
| العام     | الاختبارات | فوز أستراليا | فوز الهند | التعادلات | النتيجة  |
| --------- | ---------- | ------------ | --------- | --------- | -------- |
| 1947–48   | 5          | 4            | 0         | 1         | أستراليا |
| 1967–68   | 4          | 4            | 0         | 0         | أستراليا |
| 1977–78   | 5          | 3            | 2         | 0         | أستراليا |
| 1980–81   | 3          | 1            | 1         | 1         | دراون    |
| 1985–86   | 3          | 0            | 0         | 3         | دراون    |
| 1991–92   | 5          | 4            | 0         | 1         | أستراليا |
| 1999–2000 | 3          | 3            | 0         | 0         | أستراليا |
| 2003–04   | 4          | 1            | 1         | 2         | دراون    |
| 2007–08   | 4          | 2            | 1         | 1         | أستراليا |
| 2011–12   | 4          | 4            | 0         | 0         | أستراليا |
| 2014–15   | 4          | 2            | 0         | 2         | أستراليا |
| 2018–19   | 4          | 1            | 2         | 1         | الهند    |
| 2020–21   | 4          | 1            | 2         | 1         | الهند    |
| 2024–25   | 5          | 3            | 1         | 1         | أستراليا |
| Total     | 57         | 33           | 10        | 14        |          |
| المجموع % | المجموع %  | 58%          | 18%       | 24%       |          |

### اختبار لمرة واحدة 1996–97
كانت مباراة الاختبار الفردية 1996–1997 هي الأولى التي أقيمت تحت كأس بوردر–جافاسكار. وكانت هذه أيضًا أول سلسلة لساشين تيندولكار كقائد. تألفت السلسلة من مباراة واحدة فقط، أقيمت على ملعب فيروز شاه كوتلا في دلهي.
| 10–14 أكتوبر 1996 بطاقة الأداء |

| أستراليا                                                      | ضد | الهند                                                             |
| 182 (73 جولة) ميخائيل سلاتر 44 (96) أنيل كومبل 4/63 (24 جولة) |    | 361 (131.4 جولة) نايان مونجيا 152 (366) بول ريفيل 3/35 (17 جولة)  |
| 234 (108.3 جولة) ستيف واو 67* (221) أنيل كومبل 5/67 (41 جولة) |    | 58/3 (13.2 جولة) محمد أظهر الدين 21* (12) بول ريفيل 2/24 (6 جولة) |

- فازت أستراليا بالقرعة واختارت الضرب.

استمرت المباراة، التي أقيمت في الفترة من 10 إلى 14 أكتوبر/تشرين الأول 1996، لمدة أربعة أيام فقط، حيث هزمت الهند أستراليا بسبعة ويكيت. فازت أستراليا بالقرعة واختارت الضرب. لكن لاعبي الغزل الهنود، بقيادة أنيل كومبل، تغلبوا عليهم بنتيجة 182. مايكل سلاتر هو الهداف برصيد 44 نقطة. وفي الرد، سجلت الهند 361 نقطة، لتتجاوز أفضل رقم في مسيرة نايان مونجيا وهو 152 نقطة. وفي الشوط الثاني لأستراليا، سجل ستيف واوج 67 نقطة ليرفع فريقه إلى 234 نقطة. وبهذا أصبح رصيد الهند 56 نقطة في الشوط الرابع، وهو ما فعلته مقابل خسارة ثلاثة ويكيتات.

### سلسلة 1997–98

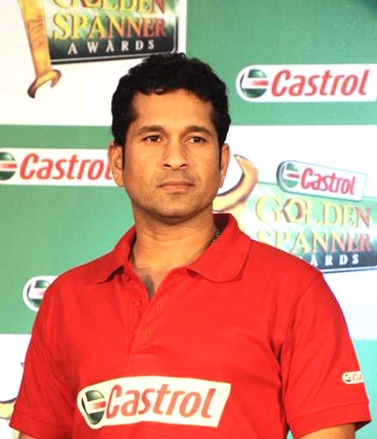
ساشين تيندولكار، هداف السلسلة.

توجه فريق الكريكيت الأسترالي إلى الهند في فبراير ومارس 1998 بحثًا عن تحقيق أول فوز له في الهند منذ جولة 1969–70. شهدت المباراة الأولى في تشيناي تسجيل ساشين تيندولكار 155 نقطة من 191 كرة ليمنح الهند الفوز بفارق 179 نقطة مع انهيار أستراليا تحت قيادة الثلاثي أنيل كومبل وفينكاتاباثي راجو وراجيش تشوهان بعد خروجهم بفارق 168 نقطة. وشهد الاختبار الثاني في كولكاتا أداءً مهيمنًا آخر من أحد لاعبي الضرب الهنود حيث سجل محمد أزهر الدين 163 جولة في الجولة الوحيدة للهند حيث فازت الهند بمباراة الاختبار بجولة واحدة واحتفظت بكأس الحدود–جافاسكار في الهند.
وشهد الاختبار النهائي في بنغالور حصول ساشين تيندولكار على مئته الثانية في السلسلة. وردًا على ذلك، سجل مارك واوج أول قرن للأستراليين في السلسلة برصيد 153*. تمكنت أستراليا بمساعدة مارك تايلور من مطاردة 194 نقطة التي سجلتها الهند لهم حيث حصلوا على الفوز التعزية من السلسلة لإنهاء السلسلة بنتيجة 2–1 لصالح الهند. في نهاية الجولة، قال شين وارن بشكل مشهور أنه سوف يعاني من كوابيس حيث سيضربه تيندولكار بستة ضربات وأن برادمان فقط كان في فئته.

### سلسلة 1999–2000
مع اقتراب النسخة الأولى من بطولة كأس بوردر–جافاسكار التي ستقام في أستراليا، كان من المتوقع أن تشهد فوزًا لأستراليا بناءً على الفوز 3–0 في السلسلة على أرضها ضد باكستان. في أول اختبار في أديلايد، حصلت أستراليا على الفوز بفضل قرن في الجولة الأولى من القائد ستيف واوج بينما شهد حصول داميان فليمنج على خمسة ويكيتات في الجولة الثانية انهيار الهند التي خرجت مقابل 110 أشواط لتمنح أستراليا فوزًا بـ 285 جولة. فازت أستراليا بالمباراة الثانية في ملبورن بفارق 180 نقطة على الرغم من أن تيندولكار سجل قرنًا في الشوط الأول. وشهد هذا الاختبار أيضًا الظهور الأول للاعب البولينج الأسترالي بريت لي، الذي سيصل إلى اثنين وسبعين مباراة اختبارية لصالح أستراليا.
وشهدت المباراة النهائية في سيدني فوزًا آخر لأستراليا، هذه المرة بفارق جولة و141 جولة. وتم تحقيق ذلك بفضل قرون من جاستن لانجر (223) وريكي بونتينج (141*) حيث سجلت أستراليا 5–552 في جولتها الوحيدة. وعلى الرغم من الجهد الذي بذله VVS Laxman الذي سجل 167 جولة من 198 كرة في الجولة الثانية، فقد وقع الضرر في الجولة الأولى حيث خرجت الهند مقابل 150 نقطة مع قيادة Glenn McGrath للهجوم حيث حصل على 10 ويكيت للمباراة.

### سلسلة 2000–01

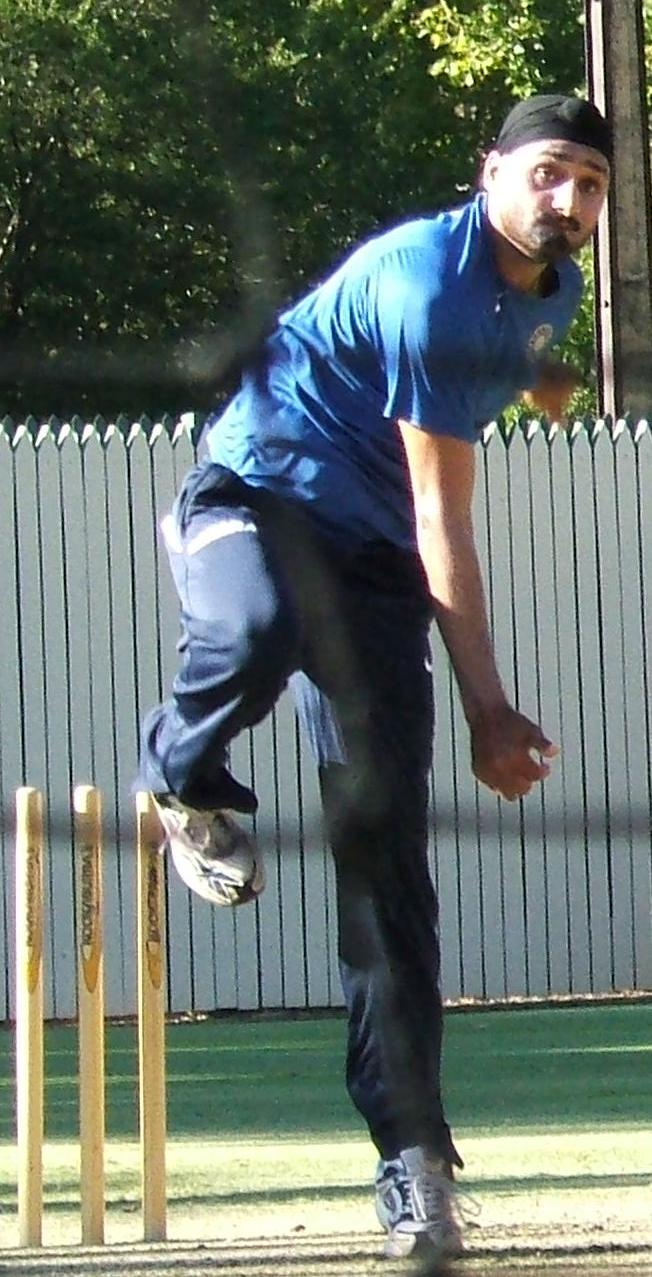
كان هارباجان، الذي يظهر في الصورة وهو يلعب في الشباك، هو رجل السلسلة.

بدأت سلسلة 2000–01 في 27 فبراير 2001 وانتهت في 22 مارس 2001. تألفت السلسلة من ثلاث مباريات تجريبية، أقيمت في مومباي وكولكاتا وتشيناي. فازت الهند بالسلسلة 2–1.
أقيمت أول مباراة تجريبية في مومباي في الفترة من 27 فبراير إلى 1 مارس 2001. انتهت المباراة في ثلاثة أيام فقط حيث سيطرت أستراليا منذ البداية، وأجبرت الهند على الضرب ثم طردتهم مقابل 176 نقطة فقط. حصل جلين ماكجراث على 3–19 وشين وارن 4–47، وكان ساشين تيندولكار هو الهداف الرئيسي للهند برصيد 76. وردت أستراليا بـ 349 نقطة على حساب القرون التي سجلها ماثيو هايدن (119) وآدم جيلكريست (122). حصل هارباجان سينغ على 4–121. كانت الجولة الثانية للهند أفضل بقليل من الجولة الأولى، حيث تصدر تيندولكار قائمة الهدافين برصيد 65 نقطة من إجمالي 219 نقطة. وبحاجة إلى 47 جولة فقط للفوز، نجح لاعبو أستراليا الافتتاحيون في التغلب عليهم في 7 أشواط، مما قاد أستراليا إلى الفوز بـ 10 ويكيت والتقدم 1–0 في السلسلة.
تعتبر المباراة التجريبية الثانية التي ستقام في إيدن جاردنز في كلكتا في الفترة من 11 إلى 15 مارس من قبل الكثيرين واحدة من أكثر مباريات الكريكيت إثارة على الإطلاق. بدأت المباراة عندما اختارت أستراليا الضرب وسجلت 445 نقطة، وساهم قائدها ستيف واوج بـ 110 نقاط. حصل هارباجان سينغ على 7–123، بما في ذلك ثلاثية، والتي كانت أول ثلاثية في اختبار من قبل لاعب بولينج هندي في 69 عامًا من تاريخ لعبة الكريكيت الهندية. استمرت معاناة الهند، حيث تم طردها مقابل 171 فقط، بينما حصل ماكجراث على 4–18. فرضت أستراليا أسلوب المتابعة، وفي نهاية اليوم الثالث، كانت الهند متأخرة بفارق 20 نقطة عن أستراليا، لتسجل 254/4، وهو ما أجبرها على الضرب مرة أخرى. بالنسبة للعديد من المتفرجين والمعلقين وحتى اللاعبين، كانت المباراة والسلسلة بمثابة خسارة بالنسبة للهند.
وشهد اليوم الرابع تحولاً. لقد لعب في في إس لاكشمان وراهول درافيد طوال اليوم، ولم يمنحا أي فرصة، وأزعجا لاعبي خط الدفاع الأسترالي بينما دعا واوج تسعة لاعبين مختلفين لمحاولة كسر الشراكة. أضاف لاكشمان ودرافيد 376 نقطة، ليقودا الهند إلى 589/4 ويتقدما بشكل كبير في المباراة. في هذه العملية، سجل لاكشمان رقمًا قياسيًا جديدًا لأعلى نتيجة فردية للهند، متجاوزًا رقم سونيل جافاسكار البالغ 236. وأخيرًا تم طرد لاكشمان في اليوم التالي في 281. وسجل درافيد 180 نقطة، وأعلنت الهند في اليوم الخامس أنها سجلت 657/7، وهو ما جعل أستراليا هدفًا شبه مستحيل وهو 384 نقطة. ولم تنهار أستراليا على الفور تحت الضغط المعاكس؛ ففي وقت الشاي، كانت النتيجة 161/3 في جولتها الأخيرة، وبدا التعادل هو النتيجة الأكثر ترجيحا. وبعد ذلك، خسر الأستراليون 5 ويكيتات مقابل 8 في فترة 31 كرة، حيث حصل هارباجان على أول ويكيتين في نفس الجولة وحصل تيندولكار على الثلاثة الأخرى. خسرت أستراليا بنتيجة 212–10، حيث قاد هارباجان هجوم البولينج بنتيجة 6–73. عادت الهند من الموت وسجلت فوزًا مذهلاً بفارق 171 جولة لتعادل السلسلة 1–1. لقد كانوا الفريق الثالث فقط في التاريخ الذي يفوز بمباراة اختبارية بعد ذلك.
بدأت المباراة الاختبارية الثالثة في تشيناي يوم 18 مارس مع توقعات عالية بمباراة حاسمة في السلسلة. فازت أستراليا بالقرعة للمرة الثالثة واختارت الضرب. وضرب هايدن في اليوم الأول حتى وصل إلى 203 نقطة، لكن بقية الفريق الأسترالي لم يساهم إلا قليلا في إجمالي 391 نقطة. مرة أخرى، كان هارباجان سينغ هو المدمر، حيث فاز بنتيجة 7–133. وصلت الهند إلى 501 نقطة بفضل 126 نقطة من تيندولكار. أنهت أستراليا اليوم الرابع بنتيجة 241/7، بفارق ضئيل بلغ 131 نقطة. وفي وقت مبكر من اليوم الخامس، تفوق هارباجان مرة أخرى على نظيره الأسترالي، حيث فاز بنتيجة 8–84، ليرفع إجمالي مجموع ويكيتاته في السلسلة إلى 32 ويكيت، تاركًا أستراليا خارج المنافسة مقابل 264 ويكيت. كان لدى الهند هدف يتمثل في الوصول إلى 155 هدفًا، وكان لديها متسع من الوقت للقيام بذلك. السؤال الوحيد كان ما إذا كان لاعبو البولينج الأستراليون قادرين على إخراجهم أولاً. في 42 جولة مثيرة، خسرت الهند الويكيتات بشكل مطرد، وهبطت إلى 135/7، وهي مسافة مغرية تبلغ 20 جولة عن الفوز، لكنها كانت في خطر شديد من خسارة آخر رجال المضرب قبل أن يتمكنوا من تسجيلهم. سقطت الويكيت الثامنة عند 151، بفارق 4 أشواط عن الفوز، وتركت لحارس الويكيت سمير ديجي وهارباجان سينغ مهمة إنهاء المباراة حتى النهاية. سجل هارباجان سينغ نقاط الفوز بعد تجاوزه للنقطة وحسم المباراة لصالح الهند محققاً انتصاراً مذهلاً في السلسلة. ويعني فوز الهند في السلسلة أن أستراليا لم تفز بسلسلة في الهند منذ أكثر من 30 عامًا.

### سلسلة 2003–04
قام فريق الكريكيت الهندي بجولة في أستراليا خلال الفترة من نوفمبر 2003 إلى فبراير 2004. شملت الجولة سلسلة من أربع مباريات اختبارية، بدأت في 4 ديسمبر 2003 وانتهت في 6 يناير 2004، مع مباريات اختبارية في بريسبان وأديلايد وملبورن وسيدني. انتهت سلسلة الاختبارات بالتعادل 1–1، وبالتالي احتفظت الهند بكأس الحدود–جافاسكار.
قبل هذه الجولة، كان سجل الهند ضعيفًا في مباريات الاختبار خارج أرضها، حيث لم تفز إلا بـ 18 مباراة من أصل 176 مباراة. وكانت الجولة السابقة إلى أستراليا في موسم 1999–2000 قد انتهت بهزيمة 3–0، ولم تفز الهند بأي مباراة اختبار في أستراليا منذ عام 1981.
أقيمت أول مباراة اختبارية في بريسبان في الفترة من 4 إلى 8 ديسمبر. في مباراة تأثرت بالأمطار، حققت أستراليا بداية جيدة حيث سجل جاستن لانجر مائة نقطة. وسجل ثلاثة لاعبين متبقين من بين الأربعة الأوائل (هايدن (37)، وبونتينج (54)، ومارتن (42))، ليرفع رصيد أستراليا إلى 262 نقطة مقابل خسارة اثنين فقط من الويكيتات في نهاية اليوم الأول من اللعب. لم يكن من الممكن سوى 18 جولة في اليوم الثاني، لكن الهنود حصلوا على سبعة ويكيتات أسترالية مقابل إضافة 61 جولة فقط. وتأثر اليوم الثالث مرة أخرى بالأمطار ولم يتم لعب سوى ستة أشواط، وفي النهاية أصبحت الهند 11 بلا خسارة. بدأت الهند اليوم الرابع بشكل جيد، لكن ثلاث ويكيتات سريعة قلصت الفارق إلى 3–62. لكن سوراف جانجولي (144) وفي في إس لاكشمان (75) قادا الهند إلى 409 نقطة وتقدم 86 نقطة في الشوط الأول. عندما بدأ اليوم الأخير، لم تكن سوى الأشواط الأولى قد اكتملت، وبدا أن المباراة تتجه نحو التعادل. ومع ذلك، سجلت أستراليا نقاطا سريعة حيث سجل أربعة من أفضل خمسة لاعبين خمسين نقطة. سجل ماثيو هايدن 99 نقطة في 98 كرة واجهها، كما أعلنت أستراليا عند 284. وسجلت الهند 73 نقطة من أصل 199 نقطة كان الهدف منها، عندما توقفت المباراة بموافقة الفريقين. كان سوراف جانجولي رجل المباراة.

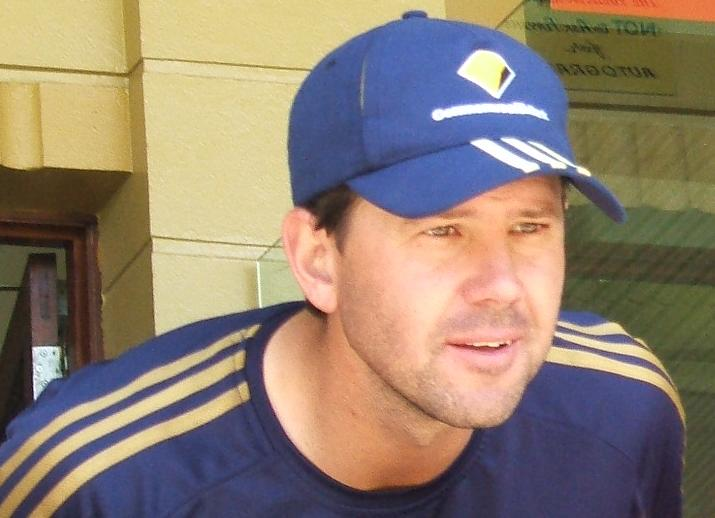
سجل اللاعب الأسترالي ريكي بونتينج قرنين متتاليين من النقاط خلال السلسلة.

أقيمت المباراة الثانية على ملعب أديلايد أوفال في الفترة من 12 إلى 16 ديسمبر. فازت أستراليا بالقرعة واختارت الضرب. كان ريكي بونتينج هو الأبرز حيث سجل 242 نقطة، فيما ساهمت مساهمات سيمون كاتيش وجيسون جيليسبي في أسفل الترتيب في وصول أستراليا إلى نتيجة 556 في الجولة الأولى. تم تسجيل 400 نقطة بالضبط من هذه النقاط في اليوم الأول. بدأت الهند جولتها الأولى بشكل جيد، لكن أربع ويكيتات سريعة تعني أنها كانت في ورطة بنتيجة 4–85. لكن درافيد ولاكشمان، أبطال حدائق عدن في عام 2001، شكلا شراكة أوصلت الهند إلى 388 نقطة قبل أن يتم طرد لاكشمان بعد حصوله على 148 نقطة. واصل درافيد تكوين شراكات مع الذيل، وكان آخر رجل تم طرده حيث سجلت الهند 523 نقطة. حصل راؤول درافيد على 233 نقطة.
بدأت الجولة الثانية قبل الغداء بقليل في اليوم الرابع، حيث كانت أستراليا متقدمة بـ 33 نقطة في الجولة الأولى. لكن الويكيتات سقطت بشكل منتظم للغاية ولم يتمكن سوى الجزء السفلي من منتصف الترتيب من مقاومة الفريق حيث حصل أجيت أجراكار على ستة ويكيتات. تم إخراج أستراليا بـ 196 نقطة. بدأت الهند جولتها الثانية بهدف تسجيل 230 نقطة للفوز. سجل بطل الشوط الأول راؤول درافيد، الذي خرج من المباراة على يد آدم جيلكريست، 72 نقطة دون أن يخسر، كما سجل أشواط الفوز حيث فازت الهند بأربعة ويكيتات. وكان هذا الفوز الأول للهند في أستراليا منذ فبراير/شباط 1981. وكان راؤول درافيد رجل المباراة. تقدمت الهند في السلسلة 1–0.
كانت مباراة الاختبار الثالثة هي مباراة اختبار يوم الملاكمة التقليدية التي أقيمت في ملبورن. حققت الهند بداية جيدة، حيث سجل فيريندر سيهواج 195 نقطة، وأنهت اليوم الأول بنتيجة 4–329. ولكن في الجلسة الأولى في اليوم الثاني، سقطت الويكيتات بسرعة وخرجت الهند بنتيجة 366. سجلت أستراليا، في جولتها الأولى، 558 نقطة، مع قرون من هايدن (136) وبونتينج (257). كانت هذه هي المرة الثانية التي يصل فيها بونتينج إلى مائتي نقطة في نفس العدد من المباريات. حصل أنيل كومبل على ستة ويكيتات.
بدأت الهند الشوط الثاني متأخرةً بفارق 192 نقطة. كان درافيد (92) وسوراف جانجولي (73) اللاعبان الوحيدان اللذان تجاوزا حاجز الخمسين نقطة، فخرجت الهند بعد أن سجلت 286 نقطة. هذا منح أستراليا هدفًا قدره 95 نقطة فقط، وهو ما حققته بخسارة ويكيت واحد، متعادلةً في السلسلة 1–1. كان ريكي بونتينغ رجل المباراة بتسجيله 257 نقطة.
كانت المباراة الاختبارية الرابعة والأخيرة هي مباراة اختبار رأس السنة الجديدة في سيدني، والتي اشتهرت أيضًا بكونها آخر مباراة اختبارية لستيف واوج.
فازت الهند بالقرعة واختارت الضرب أولاً. كانت المباراة الافتتاحية بين سيهواج (72) وتشوبرا (45) تستحق 123 جولة. لكن الأضواء كانت مسلطة على ساشين تيندولكار، الذي لم يحقق النجاح باستخدام المضرب خلال الجولة. ورد بتسجيله 241 نقطة دون هزيمة، وحقق 353 نقطة في الويكيت الرابع مع لاكشمان (178). كانت هذه الجولة بمثابة درس رئيسي في الضرب المنضبط حيث قام ساشين بتأجيل إحدى ضرباته القصيرة المفضلة – "محرك التغطية" بالكامل. أدى ظهور حارس المرمى بارثيف باتيل إلى رفع الهند إلى 705–7، وهي أعلى نتيجة اختبارية للهند على الإطلاق. بدأت أستراليا المباراة بشكل جيد، حيث سجل هايدن ولانجر 147 نقطة في بداية المباراة. لكنهم كانوا في ورطة عند 7–350 قبل أن يسجل كاتيش وجيليسبي 117 نقطة في الويكيت الثامن ليقودا أستراليا إلى 474، بينما حصل أنيل كومبل على 8–141.
بدأت الهند الشوط الثاني متقدمةً بـ 231 جولة، واحتاجت إلى جولات سريعة لفرض نتيجة. ساهم كل من سيواج (47) ودرافيد (91*) وتيندولكار (60*)، حيث تسابقت الهند إلى 211 في 43 جولة لتضع أستراليا عند 443 للفوز. لم تنتج أربعة جولات في نهاية اليوم الرابع أي ويكيتات، واضطرت أستراليا إلى اللعب في اليوم الأخير لإنقاذ الاختبار، بينما احتاجت الهند إلى 10 ويكيتات للفوز. استجاب الضرب الأسترالي جيدًا تحت الضغط، حيث سجل لانجر وبونتينج ومارتين أربعينيات. ولكن عند 4–196، مع بقاء أكثر من جلسة، كان من الممكن أن تذهب المباراة في أي اتجاه. ومع ذلك، وضع ستيف ووه، الذي لعب آخر اختبار له، وسيمون كاتيش المباراة بعيدًا عن متناول الهند. سجل ووه 80 وكان كاتيش بلا هزيمة برصيد 77 حيث انتهت المباراة بالتعادل على الرغم من 4 ويكيتات أخرى لكومبل مما منحه 12 ويكيت للمباراة نفسها. على الرغم من جهود كومبل في الحصول على ويكيت مسطح، كان ساشين تيندولكار رجل المباراة برصيد 241 و60 نقطة دون خسارة في المباراة. وتم الحفاظ على نتيجة السلسلة عند 1–1.
كان راؤول درافيد رجل السلسلة بتسجيله 619 نقطة في أربع مباريات. وقد اعتُبرت السلسلة من أفضل ما لُعب في أستراليا.  نسخة محفوظة 13 أبريل 2005 على موقع واي باك مشين.

### سلسلة 2004–05
قام فريق الكريكيت الأسترالي بجولة في الهند من 6 أكتوبر 2004 إلى 5 نوفمبر 2004 لخوض سلسلة من أربع مباريات اختبارية. وتضمنت السلسلة مباريات أقيمت في بنغالور، وتشيناي، وناجبور، ومومباي. فازت أستراليا بالسلسلة 2–1.
كانت هذه الجولة الأخيرة لشين وارن وجلين ماكجراث في الهند. لقد جاءوا برغبة في إنهاء جفاف أستراليا الذي دام 35 عامًا في الفوز بسلسلة مباريات اختبارية في الهند. قبل هذه السلسلة، كان أداء الهند ضعيفًا في جولتي سريلانكا وهولندا، وفي بطولة كأس أبطال الكريكيت الدولية.
فازت أستراليا بالمباراة التجريبية الأولى التي أقيمت في بنغالور بشكل شامل. انهار ترتيب الضرب الهندي مرتين ولم ينظروا إلى أي نقطة يمكنهم من خلالها صنع مباراة. سجل مايكل كلارك، الذي لعب أول مباراة اختبار له على الإطلاق، 151 نقطة ليقود أستراليا إلى موقع قيادي. وحصد هارباجان سينغ 10 ويكيتات أخرى (5–146 و6–78) في المباراة. حصل أنيل كومبل على الويكيت رقم 400. حصل كلارك على جائزة رجل المباراة.
وبعد أن تأخرت الهند بنتيجة 1–0 في السلسلة، بدأت مباراتها الاختبارية الثانية التي أقيمت في الفترة من 14 إلى 18 أكتوبر/تشرين الأول 2004 في تشيناي بملاحظة إيجابية. لقد تخلصوا من أستراليا في الشوط الأول بفارق 235 نقطة فقط. وفي وقت سابق، بدأ جاستن لانجر (71) وماتيو هايدن (58) المباراة الأسترالية بقوة. ساهموا بـ 136 جولة في الويكيت الافتتاحي. وعندما بدا الأمر وكأن أستراليا ستهيمن على هذه المباراة الاختبارية أيضًا، ضرب أنيل كومبل باستمرار وأنتج فترة رائعة من البولينج حيث حصل على 7 ويكيت مقابل 48 جولة فقط من أصل 17.3 جولة. انهارت جولة أستراليا من 189–3 إلى 235 بمجموع 100 نقطة. وفي الرد، سجلت الهند 376 نقطة وتقدمت بفارق كبير بلغ 141 نقطة. وسجل فيريندر سيواج 155 نقطة رائعة، وسجل محمد كايف في مباراة عودته 64 نقطة وكان مدعومًا بشكل جيد من قبل الشاب بارثيف باتيل (54). أخذ شين وارن 6 ويكيتات مقابل 125 جولة، متجاوزًا موتياه موراليثاران باعتباره صاحب أكبر عدد من الويكيتات في لعبة الكريكيت الاختبارية برصيد 537 ويكيت (على الرغم من أن موراليثاران سيتفوق على وارن في ديسمبر 2007، بعد عام تقريبًا من اعتزال وارن في يناير من نفس العام). انهار ترتيب أعلى أشواط أستراليا مرة أخرى في الشوط الثاني، لكن داميان مارتن نجح بعد ذلك في تسجيل قرن (104) في الوقت الحاسم، وكانت النتيجة أن الأستراليين سجلوا 369 نقطة في شوطهم الثاني، مما وضع هدف الفوز بـ 229 نقطة للهند للفوز. كان لدى الهند فرصة جيدة للفوز بالمباراة، لكن الأمطار في اليوم الأخير منعت أي فرصة للعب، وبالتالي انتهت المباراة بالتعادل. حصل أنيل كومبل على 6 ويكيت مقابل 133 جولة وحصل على جائزة رجل المباراة.
أقيمت المباراة الاختبارية الثالثة من السلسلة في الفترة ما بين 26 و30 أكتوبر على ملعب جمعية فيداربا للكريكيت في ناجبور. فازت أستراليا بالمباراة والسلسلة في أربعة أيام. سجلت أستراليا 398 نقطة في جولتها الأولى، حيث سجل داميان مارتن 114 نقطة مع مايكل كلارك الذي سجل 91 نقطة. على النقيض من ذلك، لعبت الهند بشكل سيء في جولتها الأولى ولم يتمكن أي من لاعبيها المتميزين من التحرك. وكان رجل المضرب الوحيد الذي سجل أكثر من 50 نقطة هو محمد كايف (55). سجل ساشين تيندولكار، الذي عاد من الإصابة، 8 أشواط فقط. أحرزت الهند 185 نقطة، بفارق 14 نقطة عن المباراة التالية. ورفضت أستراليا متابعة المباراة وبدأت جولتها الثانية، وحددت هدفا يتجاوز 500 نقطة. ولكن مرة أخرى تم طرد الهنود مقابل 200. لم يتمكن أي من لاعبي الخط الأمامي من إحراز أي هدف كبير. أعطى سيواج وباتيل بعض الأمل لكنهما خسرا أمام أستراليا. فازت أستراليا بالمباراة الاختبارية الثالثة بفارق 342 نقطة. حصل مارتن على جائزة رجل المباراة. وبهذا الفوز، فازت أستراليا بهذه السلسلة من الاختبارات بعد 35 عامًا من محاولة تحقيق النجاح في الهند، وهو الإنجاز الذي وصفه ستيف واوج بأنه الحدود النهائية.
أقيمت المباراة الاختبارية الرابعة والأخيرة في الفترة من 3 إلى 7 نوفمبر 2004 في ملعب وانكيدي، مومباي. وبعد أن خسرت السلسلة بالفعل، أجرت الهند تغييرات في الفريق. تم استبعاد باتيل، وأكاش تشوبرا، وأجيت أجراكار، ويوفراج سينغ من التشكيلة. تم غسل اليوم الأول من اللعب بالكامل تقريبًا بسبب المطر، ولم يتم لعب سوى 11 جولة فقط. فازت الهند بالقرعة واختارت الضرب. بدأت المباراة بشكل سيء، حيث خسر الفريق 2 ويكيت في اليوم الأول نفسه. وفي اليوم الثاني، خرجت الهند من المباراة بعد ثاني أدنى نتيجة لها على الإطلاق وهي 104 أشواط، حيث سجل راؤول درافيد أعلى نتيجة في الجولة بـ31 شوطًا. كان جيسون جيليسبي (4–29) هو صاحب الويكيت الرئيسي لأستراليا. ولم تستمر الجولة الأولى لأستراليا طويلاً أيضًا، حيث خرجوا في نفس اليوم بنتيجة 203 أشواط، وكان مارتن (55) هو الهداف. وكان مورالي كارتيك (4–44) وكومبل (5–90) من أبرز الواصلين إلى الملعب. سقط 18 ويكيت في اليوم الثاني من اللعب. وسجلت الهند 205 نقاط في جولتها الثانية، مع نقاط مهمة من في في إس لاكشمان (69) وتيندولكار (55). أزال مايكل كلارك (6–9) ترتيب الذيل في غضون 23 جولة. وفي محاولتها لتسجيل 107 أشواط للفوز، خسرت أستراليا الويكيتات باستمرار طوال جولتها الثانية وخرجت بعد أن سجلت 93 شوطًا، مما منح الهند الفوز بفارق 13 شوطًا. حصل هارباجان سينغ (5–29) ومورالي كارتيك (3–32) على معظم الويكيتات. تم اختيار مورالي كارتيك كأفضل لاعب في المباراة. تعتبر هذه المباراة الاختبارية واحدة من أقصر مباريات الاختبار التي تم لعبها على الإطلاق، حيث استمرت لمدة يومين كاملين فقط. وكان الملعب الذي تم إعداده للمباراة قد تعرض لاحقًا للكثير من الانتقادات من قبل ريكي بونتينج.
تم اختيار داميان مارتن كرجل السلسلة.

### سلسلة 2007–08
قام فريق الكريكيت الهندي بجولة في أستراليا خلال الفترة من ديسمبر 2007 إلى مارس 2008. كانت هذه الزيارة الأخيرة للكابتن الهندي السابق سوراف جانجولي إلى أستراليا قبل تقاعده. شملت الجولة سلسلة من أربع مباريات اختبارية، بدأت في 26 ديسمبر 2007 وانتهت في 28 يناير 2008، مع مباريات اختبارية في ملبورن وسيدني وبيرث وأديلايد. فازت أستراليا بالسلسلة 2–1
فازت أستراليا بأول مباراة تجريبية في ملبورن بفارق 337 نقطة خلال أربعة أيام. وسجلت أستراليا 343 نقطة في الجولة الأولى بفضل 124 نقطة من ماثيو هايدن. في المقابل، انسحبت الهند مقابل 196 نقطة، حيث حصل كلارك ولي على 4 ويكيتات لكل منهما. كان هدف الهند هو 499 نقطة، وهو ما لم تتحداه الهند قط.
فازت أستراليا بالمباراة التجريبية الثانية بفارق 122 نقطة في سيدني في اليوم الخامس. مع تبقي تسع دقائق فقط – حصل مايكل كلارك على 3 ويكيتات في ما كان من المحتمل أن يكون ثاني آخر جولة.
حققت الهند الفوز في المباراة التجريبية الثالثة في بيرث بفارق 72 نقطة. تم إجراء تغييرين على الفريق الهندي لهذه المباراة، حيث تم استبعاد يوفراج سينغ، وهارباجان سينغ، واستدعاء فيريندر سيهواج وإرفان باثان. كما أجرت أستراليا أيضًا تغييرين على فريقها. تم جلب كريس روجرز ليحل محل المصاب ماثيو هايدن ليصبح لاعب الاختبار رقم 399 لأستراليا. تم جلب شون تايت لأسباب تكتيكية ليحل محل براد هوج حيث ذهبت أستراليا إلى هجوم سريع بأربعة محاور.
فازت الهند بالقرعة واختارت الضرب، وكان للتغييرات تأثير فوري. ساهم جعفر وسيواج في أول شراكة افتتاحية فوق الخمسين في الجولة. درافيد، الذي أُعفي الآن من مهامه الافتتاحية، استعاد بعضًا من مستواه، وطُرد بعد أقل من قرن من 93 نقطة، وكان أفضل مسجل في الجولة، حيث وصلت الهند إلى 330 نقطة.
كان استدعاء باثان للفريق ناجحًا على الفور، حيث طُرد اللاعبان الافتتاحيان الأستراليان. انهار ترتيب أستراليا الأول، وتركهم عند 5–63، حيث عانوا من رميات التأرجح من هجوم السرعة الهندي. ساعدت شراكة القرن بين سيموندز وجيلكريست أستراليا على التعافي إلى 212 نقطة، مما منح الهند تقدمًا 118 نقطة.
في الجولة الثانية للهند، أثبت سيواج جدارته مرة أخرى بتسجيله 43 نقطة من 61 كرة، مما أعطى زخمًا في صدارة الترتيب. عند طرد جعفر، دخل باثان كحارس ليلي وسجل 46 نقطة، وهي ثاني أعلى نتيجة في الجولة بعد 79 نقطة التي سجلها لاكشمان. في النهاية، طُردت الهند بنتيجة 294 نقطة، تاركةً أستراليا أمام هدفها الصعب المتمثل في 413 نقطة للفوز.
خرجت أستراليا بنتيجة 340 نقطة، بفارق 73 نقطة عن هدفها، ونجحت الهند مجددًا في إيقاف سلسلة انتصارات أستراليا في المباريات التجريبية التي بلغت 16 فوزًا. طرد باثان مجددًا لاعبي الافتتاح الأستراليين، بينما أثبت سيواج إسهامه الفعال بطرد جيلكريست ولي. لم تُجدِ تغييرات أستراليا في الفريق نفعًا، حيث سجل روجرز 4 و15 نقطة، بينما لم يُسجل تايت أي ويكيت في المباراة ورمى بشكل محدود. ألقى بونتينغ، في مقابلة بعد المباراة مع القناة التاسعة، باللوم في الهزيمة على ضعف أداء الضرب في الجولة الأولى، بينما أشاد كومبل بمساهمات فريقه وهجومه السريع الشاب.
في أستراليا، خلال فترة هيمنتها، كانت المباريات النهائية للسلسلة عادةً ما تكون بمثابة تعادل صفري. بفضل الأداء المميز للهند في بيرث، والذي كان من الممكن أن يُقدم مباراة نهائية جيدة في أديلايد للجمهور. فازت الهند مرة أخرى بالقرعة واختارت الضرب أولاً. أجرت الهند تغييرًا واحدًا، حيث أعادت هاربهاجان سينغ بدلاً من وسيم جعفر. أجرت أستراليا تغييرين، حيث عاد هايدن بعد تعافيه من الإصابة بدلاً من كريس روجرز، وأفسح تايت المتقلب المجال لبراد هوج. كان هذا الاختبار هو الاختبار الأخير لحارس الويكيت آدم جيلكريست.
افتتح باثان الجولة بضربة عكسية للهند، حيث خرج مبكرًا. في اليوم الأول المتوازن، حققت الهند إجمالي 309–5، بفضل المساهمة الكبيرة من ساشين تيندولكار في الجولة 39. لم يُهزم تيندولكار في اليوم الأول برصيد 124 نقطة. في اليوم الثاني، خرج ساشين ودوني مبكرًا، لكن أداءً عنيدًا من كومبل وأداءً هجوميًا من هارباجان مكّنا الهند من تجاوز 500 نقطة. كان كومبل سيئ الحظ لإضاعته قرنًا من النقاط، وكان آخر لاعب يخرج. لعبت أستراليا بحذر ولم تخسر أي ويكيت في اليوم الثاني. كانت أستراليا متقدمة 62–0 في جذوع الأشجار.
سيطر لاعبو أستراليا الافتتاحيون على المباراة وسجلوا 159 نقطة للويكيت الافتتاحي. في إحدى المراحل، كانت أستراليا متقدمة 241–3. تم إخراج أستراليا أخيرًا بنتيجة 563 نقطة. بذلت الهند جهودًا كبيرة لإنقاذ مباراة الاختبار، لكن الهند خسرت مرة أخرى أمام باثان في بداية الجولات. أنهت الهند اليوم الرابع بنتيجة 45–1.
وسجل سيواج 151 نقطة. على الرغم من سقوط رجال المضرب الآخرين بسهولة، إلا أن أدائه ضمن عدم خسارة الهند لمباراة الاختبار. وأعلن كومبل فوز الهند بنتيجة 269/7 لتنتهي المباراة مبكرا بالتعادل. حصل تيندولكار على جائزة رجل المباراة.

### سلسلة 2008–09
أقيمت أول مباراة اختبارية لموسم 2008–2009 في ملعب إم. تشيناسوامي، بنغالور. إنتهت هذه المباراة بالتعادل.
أقيمت المباراة التجريبية الثانية على ملعب بي سي إيه في موهالي، البنجاب. قدم الهنود أداءً شاملاً وشاملاً ليتفوقوا على أستراليا بفارق قياسي بلغ 320 نقطة في اليوم الخامس ويتقدموا في سلسلة الاختبارات الأربعة بنتيجة 1–0. كان هذا هو الفوز الأكبر للهند في مباريات الكريكيت الاختبارية باستثناء الفوز في الأدوار. كانت مباراة تاريخية بالنسبة للهند مع ساشين تيندولكار الذي أصبح أعلى هداف في تاريخ مباريات الاختبار متجاوزًا الرقم القياسي البالغ 11957 نقطة وفي طريقه ليصبح أول رجل يسجل 12000 نقطة في تاريخ لعبة الكريكيت الاختبارية. كانت هذه أيضًا نزهة تاريخية لسوراف جانجولي، حيث تجاوز 7000 نقطة في لعبة الكريكيت الاختبارية وسجل قرنًا في هذه العملية.
أقيمت المباراة الاختبارية الثالثة على ملعب فيروز شاه كوتلا في دلهي. أعلن أنيل كومبل اعتزاله مباريات الاختبار بعد معاناته من تمزق في الأصابع. وكان قائدًا للجانب الهندي في هذه المباراة. انتهت المباراة بالتعادل وتم اختيار في في إس لاكشمان كأفضل لاعب في المباراة. سجل جوتام جامبير ولاكشمان مائتين في الشوط الأول للهند.
أقيمت المباراة التجريبية الرابعة على ملعب جمعية فيداربا للكريكيت في ناجبور. فازت الهند بفارق 172 جولة لتستعيد كأس بوردر–جافاسكار المرغوبة بعد فجوة دامت أربع سنوات.
وبعد أن حددت الهند هدفا صعبا للزوار بلغ 382 نقطة للفوز في اليوم الخامس الحاسم، نجحت في هزيمة الأستراليين بنتيجة 209 نقطة قبل الشاي مباشرة لتختتم السلسلة المكونة من أربع مباريات بنتيجة 2–0. لقد تبين أنها كانت هدية مثالية لسوراف جانجولي من زملائه في الفريق في مباراة الوداع حيث تغلبوا على الأستراليين في جلستين فقط من اللعب في اليوم الأخير.
تم إعلان لاعب البولينج الهندي السريع إيشانت شارما كأفضل لاعب في السلسلة.

### سلسلة 2010–11
فازت الهند بسلسلة الاختبارات 2–0. تم إعلان ساشين تيندولكار كرجل المسلسل.
- أقيمت أول مباراة تجريبية في ملعب بي سي إيه في موهالي، البنجاب في الفترة من 1 إلى 5 أكتوبر 2010. فازت الهند بفارق ويكيت واحد. تم اختيار ظهير خان كرجل المباراة.

كان الاختبار الأول كلاسيكيًا فوريًا. سجلت أستراليا 428 نقطة في جولتها الأولى. سجل رجل الافتتاح شين واتسون قرنًا من النقاط، وسجل حارس الويكيت تيم باين 92 نقطة ليقود الهجوم. وفي الرد، ساهم ترتيب الهند الأول بشكل متساوٍ تقريبًا، حيث سجل ساشين تيندولكار 98 نقطة، وسوريش راينا 86 نقطة. سجلت الهند 405 نقطة في جولتها الأولى. قاد لاعبو البولينج الهنود هجومًا في الشوط الثاني ليحققوا فوزًا ساحقًا على أستراليا بنتيجة 192–192. وقد حددت الهند هدفًا بـ 216. بدأت الويكيتات في السقوط في مساء اليوم الرابع مع حصول بن هيلفينهاوس على الويكيتات الرئيسية لجامبير وسيواج وراينا. بلغت النتيجة 55/4 في نهاية اليوم الرابع من اللعب مع تيندولكار يلعب مع حارس الليل ظهير خان. بدأت أستراليا اليوم الخامس بشكل جيد بإقصاء ظهير خان أولاً. انضم في في إس لاكشمان الذي لعب في وقت متأخر من المباراة بسبب إصابته في الظهر إلى تيندولكار في الويكيت السادس. لقد قاموا بتحسين معدل التسجيل بشكل كبير. ومع ذلك، خرج تيندولكار عند 38 نقطة وهو يحاول لعب قطع متأخر أعلى من بولينجر. ثم تبع MS Dhoni تيندولكار حيث خرج بعد ارتباك مع Raina الذي كان عداءًا جانبيًا لـ VVS Laxman. وانتهت المباراة بـ 122/7. كما خرج هارباجان سريعًا أيضًا حيث واجه تسليمين فقط. لقد بدا الأمر وكأن كل شيء قد انتهى بالنسبة للهند. كانت الهند 124/8 مع وجود في في إس لاكشمان وإيشانت شارما في المقدمة، ثم براجيان أوجها فقط بعدهما. ولا تزال الهند بحاجة إلى 92 جولة للفوز مع تبقي ويكيتين فقط في وقت الغداء. لقد بدا الأمر وكأنه قضية خاسرة بالنسبة للهند.
كانت جلسة ما بعد الغداء واحدة من الجلسات الأكثر دراماتيكية في تاريخ الاختبار. قدم VVS Laxman واحدة من أفضل عروضه إلى جانب Ishant Sharma في معظم جلسة ما بعد الغداء. كان سعيدًا بمنح إيشانت معظم الضربات مع قيام إيشانت بإيقافه في بقية الشوط. كانت الحدود العرضية (خاصة من شارما) والضربات الفردية المبكرة في كل جولة سبباً في تقدم الهند ببطء ولكن بثبات نحو هدفها. في ما بدا وكأنه إلى الأبد، زحفت الهند من 124/8 إلى 170، 180 و190/8. وأخيرًا، نجح إيشانت في الخروج بفضل قرار lbw الذي أصدره بن هيلفينهاوس، والذي أظهرت الإعادة التلفزيونية أنه كان يسير على جانب الساق، وكانت النتيجة 205. انضم براجيان أوجها، آخر لاعب في صفوف الهند، إلى لاكشمان في الملعب. خلال جولة ميتشل جونسون، تلا ذلك المزيد من الدراما بعد أن تم ضرب وجها بشكل واضح في الخط، لكن حكم الملعب بيلي بودين رفض الاستئناف. حاول براجيان أوجها تسجيل نقطة واحدة عندما ابتعد لاعب خط الوسط البديل ستيفن سميث عن جذوع الأشجار. ولكن لسوء الحظ بالنسبة لأستراليا، لم يكن هناك أي لاعب في الميدان يساند رميته. لقد ذهب الأمر إلى أربع محاولات، مما يعني أن الهند كانت بحاجة إلى نقطتين فقط للفوز.
في هذه المرحلة، كانت هناك ثلاث نتائج محتملة (فوز الهند، فوز أستراليا والتعادل). ثم قام ميتشل جونسون بإرسال الكرة إلى جانب الساق وقام أوجها بتسديدها بشكل جيد أمام حارس الويكيت. ركض لاعبو الهنود بضعة أشواط وفازوا بالمباراة. سجل في في إس لاكشمان أعلى نتيجة في الشوط الثاني برصيد 73 نقطة دون أن يخسر، وأثبت مرة أخرى أنه عدو لأستراليا، حيث حول الهزيمة المؤكدة إلى انتصار مجيد مماثل لما حدث في كولكاتا عام 2001 وأديلايد عام 2003.
وبهذا الفوز، أصبح بإمكان الهند الاحتفاظ بالكأس حتى لو خسرت مباراة الاختبار التالية، حيث فازت الهند بسلسلة 2008/2009 بنتيجة 2–0.
- أقيمت المباراة التجريبية الثانية في ملعب إم. تشيناسوامي في بنغالورو، في الفترة من 9 إلى 13 أكتوبر. فازت الهند بفارق 7 ويكيت. تم اختيار ساشين تيندولكار كرجل المباراة.

وكان ساشين تيندولكار هو اللاعب الأكثر نجاحا في المباراة، حيث سجل 403 نقطة في أربع جولات بمعدل 134.33 نقطة. كان ظهير خان هو صاحب أكبر عدد من الويكيتات بـ12 ويكيت في اختبارين.

### سلسلة 2011–12

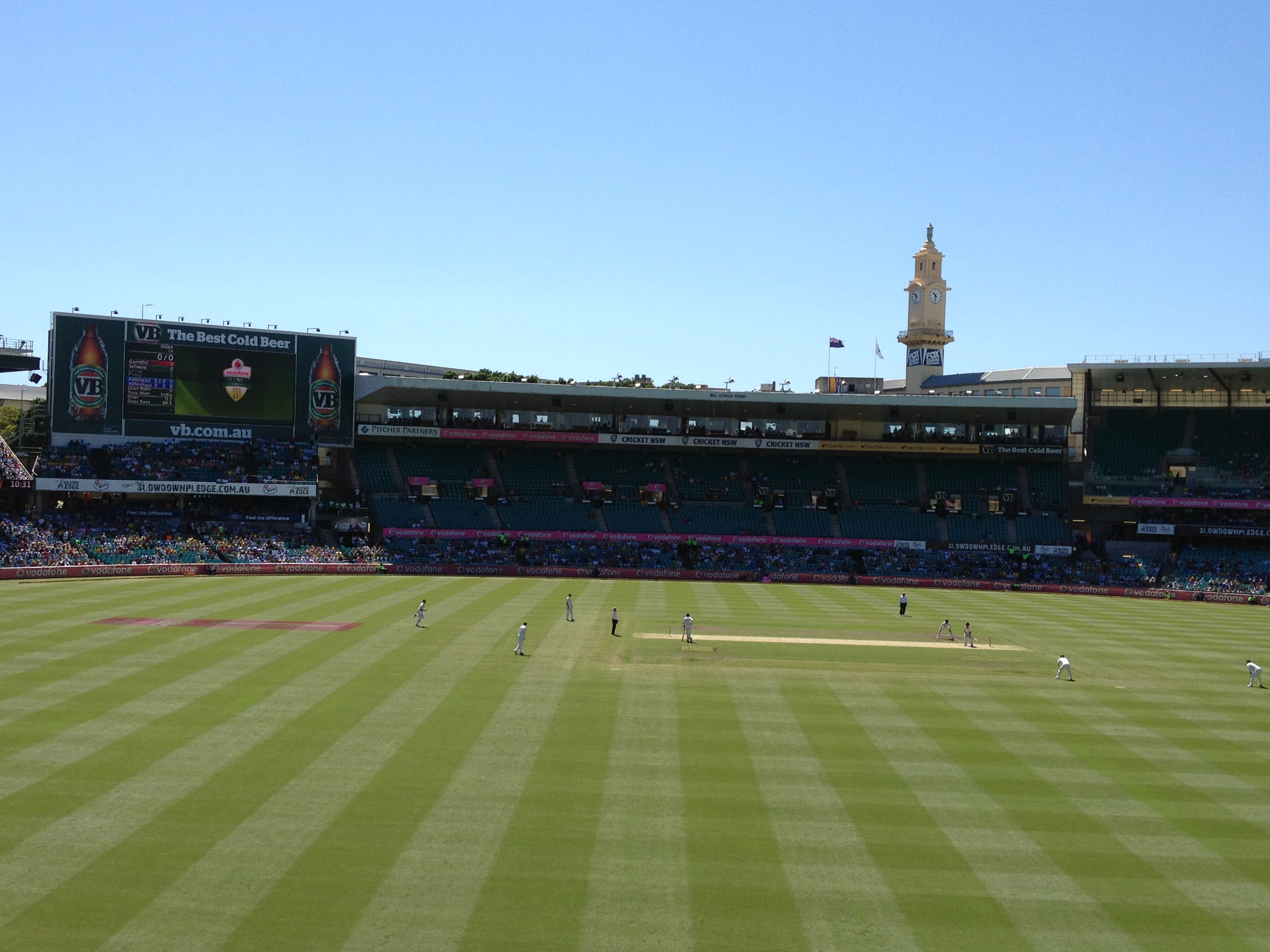
أول جولة في المباراة الاختبارية الثانية، وهي الجولة رقم 100 على الإطلاق في ملعب سيدني للكريكيت.

فازت أستراليا بالمباراة التجريبية الأولى في ملعب ملبورن للكريكيت بفارق 122 نقطة خلال أربعة أيام. سجلت أستراليا 333 نقطة في جولتها الأولى، وكان اللاعب الجديد إيد كوان هو الهداف برصيد 68 نقطة. وردًا على ذلك، انهارت الهند من 214/3 إلى 282 مع حصول بن هيلفينهاوس على 5 ويكيتات عند عودته إلى لعبة الكريكيت الاختبارية من الإصابة. ثم تعافت أستراليا من انهيارها إلى 4/27 مع بناء ريكي بونتينج ومايكل هاسي شراكة من 115 في إجمالي 240 جولة لأستراليا في الجولة الثانية. كان من المقرر أن تحصل الهند على 292 ويكيت، لكن اللاعبين الأستراليين حصلوا على 169 ويكيت فقط. تم منح جائزة رجل المباراة لجيمس باتينسون بأرقام 18*، 2/55، و4/53. كما حقق 37*.
بدأت المباراة الاختبارية الثانية بانهيار الهند بنتيجة 191 بعد فوزها بالقرعة في اليوم الأول على ملعب سيدني للكريكيت. وفي المقابل، سجلت أستراليا 659/4، حيث سجل مايكل كلارك قرنًا ثلاثيًا (329 لم يخرج)، وسجل مايكل هوسي 150 لم يخرج، وسجل ريكي بونتينج 134. وفي ردها، انهارت الهند عندما كانت متأخرة بـ 68 نقطة. سجل ساشين تيندولكار 80 نقطة لتفوز أستراليا بالمباراة.
بدأت المباراة الثالثة بضرب الهند أولاً، لكنها لم تتمكن سوى من تسجيل 161 نقطة في الجولة الأولى. ورد الأستراليون بـ369 نقطة، بما في ذلك قرن من 69 كرة من ديفيد وارنر، وهو أسرع قرن للاعب افتتاحي. وفي الشوط الثاني، خرج الهنود بنتيجة 171، وفازت أستراليا بالمباراة بفارق شوط و37 نقطة. تتصدر أستراليا السلسلة بنتيجة 3–0، واستعادت كأس بوردر–جافاسكار.
بدأت المباراة الاختبارية الرابعة بأستراليا التي ضربت أولاً، وسجلت 7/604 مع مايكل كلارك وريكي بونتينج اللذين سجلا قرنين من الزمان. تمكنت الهند من تسجيل 272 نقطة في الجولة الأولى، حيث سجل فيرات كوهلي قرنه الأول في الاختبارات. ولم تنفذ أستراليا القاعدة التالية، حيث سجلت 5/167 ضربة، وهو ما يعني أن هدف الهند هو 500 نقطة. تم إخراج الهند بـ 201 نقطة، بفارق 298 نقطة. وكان لاعب المباراة هو بيتر سيدل، وكان لاعب السلسلة هو مايكل كلارك.

### سلسلة 2012–13
في المباراة الأولى من السلسلة، فازت أستراليا بالقرعة وضربت أولاً وسجلت 380 نقطة في الجولة الأولى. لقد بدأوا بشكل جيد للغاية في المباراة ولكن رافيشاندران أشوين تمكن من اختراق خط الوسط لتقييدهم. بدأ الفريق الهندي جولته الأولى بطريقة متذبذبة بعد خسارته اثنين من الويكيتات المبكرة. ومع ذلك، تمكن ساشين وتشيتيشوار بوجارا من الحصول على أكثر من 100 نقطة. بعد خسارة بوجارا، كانت الهند في حالة سيئة مرة أخرى ولكن كوهلي سجل مائة نقطة ولم يخرج في اليوم الثاني. سجل إم إس دوني 224 نقطة رائعة ليعطي الهند تقدمًا قويًا. وفي جولتهم الثانية، خسر الأستراليون ويكيتاتهم بسرعة أمام الغزالين الهنود. في وقت ما، كانت النتيجة 180/9، ومع ذلك، رفعت نتيجة مويسيس هنريكس البالغة 81* النتيجة الإجمالية إلى 241. طاردت الهند هدف 50 بخسارة اثنين من الويكيتات وفازت بالمباراة. تم اختيار إم إس دوني كرجل المباراة بعد تسجيله 224 نقطة في الجولة الأولى.
في المباراة الثانية، انهار ترتيب الضرب الأسترالي واتخذ القائد مايكل كلارك قرارًا مفاجئًا بإعلان فوزهم بنتيجة 237/9 على أمل السماح للهند بلعب الأشواط الثلاثة المتبقية من اليوم. لكن الهند أصبحت متخلفة 5–0 في نهاية الثلاثة أشواط. فقدت الهند فيريندر سيواج في وقت مبكر من اليوم التالي ولكن الشراكة الرائعة بين مورالي فيجاي وتشيتيشوار بوجارا جعلت الهند تتجاوز إجمالي 500. وسجل بوجارا 204 نقطة بينما سجل فيجاي 167 نقطة. وفي الجولة الثانية، انهار ترتيب الضرب الأسترالي عند 131 نقطة فقط، وفازت الهند بالمباراة بجولة و135 نقطة، وبالتالي تقدمت بنتيجة 2–0 في السلسلة. تم اختيار تشيتيشوار بوجارا كأفضل لاعب في المباراة بعد تسجيله 204 نقطة.
انتهى اليوم الأول من الاختبار الثالث في تشانديغار بسبب الأمطار. هذه المرة نجحت أستراليا في تسجيل أكثر من 400 نقطة بفضل نصف قرنين من الأهداف سجلهما إد كوان وديفيد وارنر بينما أهدر ستيفن سميث وميتشل ستارك فرصة تسجيل قرنين من الأهداف. أهدر ستارك فرصة الحصول على 99 نقطة وخرج بينما خرج سميث عند 92 نقطة. لكن اللاعب الجديد شيكار داوان الذي حل بديلا لسيهواج حقق رقما قياسيا بلغ 187 جولة في أول ظهور له وأصبح أعلى هداف للهند في أول مشاركة له. وسجل فيجاي أيضًا قرونًا متتالية ليرفع إجمالي عدد القرون إلى 499. تم طرد الفريق الأسترالي برصيد 223 بعد العمل الجيد الذي قام به اللاعبون وحصلت الهند على هدف 133 في اليوم الأخير. ومع سقوط الويكيتات على فترات منتظمة ونقص الوقت، أصبحت المباراة مثيرة سواء فازت الهند أو انتهت بالتعادل. لكن جاديجا ودوني ضمنا الفوز في السلسلة بنتيجة 3–0. تم اختيار اللاعب الجديد شيخار داوان كأفضل لاعب في المباراة.
وشهد الاختبار الرابع روحًا قتالية من جانب الأستراليين عندما سجلوا 262 نقطة لكنهم طردوا الهند مقابل 272 نقطة ولم يسمحوا لهم بتقدم أكبر من 10 نقاط. كان اليومان الأولان مليئين بالتزلج على الجليد من قبل الأستراليين. في اليوم الثاني، قيل إن المباراة كانت متكافئة، لكن الانهيار المستمر لأستراليا في اليوم الثالث لم يمكّنهم من تحديد هدف جيد على الرغم من الخمسينيات التي سجلها بيتر سيدل في كلا الجولتين – وهو رقم قياسي لنصف قرن في كلا الجولتين من مباراة اختبارية من قبل رجل مضرب رقم 9. تم تحقيق هدف الهند 155 بسهولة في نفس اليوم مع مساهمة كوهلي 41، ودوني 12 ولم يخرج بوجارا 82. حقق دوني الفوز وصنعت الهند التاريخ بفوزها بأربع مباريات اختبارية في سلسلة لأول مرة. حصل رافيندرا جاديجا على جائزة رجل المباراة لأفضل نتيجة في مسيرته 5–58 وتم اختيار رافيشاندران أشوين كرجل السلسلة بعد حصوله على 29 ويكيت في أربع مباريات.

### سلسلة 2014–15
في المباراة الأولى من السلسلة، فازت أستراليا بالقرعة وضربت أولاً، مسجلة 517/7 أيام في الجولة الأولى. كانت هذه أول سلسلة اختبارات لقيادة فيرات كوهلي. بدأ الفريق الأسترالي المباراة بقوة، حيث نجح ديفيد وارنر في تسجيل 145 نقطة في 163 كرة فقط. لعب ستيف سميث 162 جولة دون هزيمة. لقد ضاع اليوم الثاني بسبب المطر. وفي اليوم الثالث نجح ترتيب الضرب الهندي في تسجيل 444 نقطة، ليسمح لأستراليا بالتقدم بفارق 73 نقطة، حيث سجل فيرات كوهلي 115 نقطة. ثم سجلت أستراليا 290/5د في جولتها الثانية، حيث سجل ديفيد وارنر مرة أخرى عددًا كبيرًا من الأهداف. وفي الشوط الرابع، خرجت الهند بـ315 نقطة، على الرغم من ضربة أخرى من كوهلي، مما أدى إلى فوز أستراليا بـ48 نقطة. تم إعلان ناثان ليون رجل المباراة بعد حصوله على 12 ويكيت.
وفازت أستراليا بالمباراة الثانية مرة أخرى، لتتقدم 2–0 في السلسلة. انتهت مباراتي الاختبار النهائيتين بالتعادل، مما يعني أن أستراليا فازت بالسلسلة 2–0، واستعادت كأس بوردر–جافاسكار.
تم اعتبار الاختبار الأول بمثابة تكريم للاعب الكريكيت الأسترالي فيليب هيوز. تم تقديم التكريم من خلال ارتداء شريط أسود مكتوب عليه الرقم 408، وهو رقم قبعة هيوز. وأشاد به لاعبو الفريق بعد تسجيله بعض الأهداف وتسجيله 63 نقطة. توفي هيوز بعد أن ضربه أحد اللاعبين أثناء لعبه لصالح جنوب أستراليا في مباراة شيفيلد شيلد، بينما كان يُنظر إليه على نطاق واسع كممثل اختباري أسترالي طويل الأمد.

### سلسلة 2016–17
في المباراة الأولى من السلسلة، فازت أستراليا بالقرعة وضربت أولاً. تم استخدام دي آر إس لأول مرة في كأس بوردر–جافاسكار في هذه السلسلة، على الرغم من عدم استخدام هوت سبوت. لعبت أستراليا أول مباراة اختبارية في بوني. فازت أستراليا بفارق 333 جولة بفضل 12 ويكيت من ستيف أوكيف.
في المباراة الاختبارية الثانية التي أقيمت في بنغالور، حصل ناثان ليون على 8 مقابل 50 في الجولة الأولى للهند، حيث سيطرت أستراليا على اليوم الأول. ولكن مع الخمسينيات من الشوط الافتتاحي من قبل كيه إل راؤول، 92 جولة من قبل تشيتيشوار بوجارا وستة ويكيتات من قبل رافيشاندران أشوين حسمت المباراة الثانية لصالح الهند للفوز بفارق 75 جولة وتعادل السلسلة 1–1.
تم تعادل المباراة الثالثة وفازت الهند بالمباراة الرابعة، محققة بذلك فوزًا في السلسلة 2–1 – كأس بوردر–جافاسكار السابع لها.

### سلسلة 2018–19
قبل سلسلة 2018–19، كانت أستراليا بدون أفضل لاعبيها ديفيد وارنر وستيف سميث وكاميرون بانكروفت بسبب فضيحة التلاعب بالكرة الأسترالية في عام 2018 في كيب تاون ضد جنوب إفريقيا. صرح إيشانت شارما قبل بداية المسلسل قائلاً: "هذه هي أكبر فرصة لنا الآن". وقد ثبت ذلك من خلال وسائل الإعلام الأسترالية التي ذكرت أن هذه كانت أفضل فرصة للهند للفوز بالكأس والسلسلة في أستراليا.
وشهد الاختبار الأول في أديلايد تسجيل تشيتيشوار بوجارا 123 و71 نقطة في محاولة لتسجيل هدف كبير في الجولة الأخيرة بلغ 322 لصالح أستراليا. وعلى الرغم من المعركة الجديرة بالاهتمام في اليوم الخامس بين الفرق الأسترالية التي احتلت المركز الأخير، فقد فازت الهند بفارق 31 نقطة – وهو أول فوز لها في أستراليا منذ عام 2008.
أقيمت المباراة الاختبارية الثانية في ملعب بيرث وشهدت تعادل أستراليا 1–1 في السلسلة بفوزها بفارق 146 نقطة. وقد نجح ناثان ليون في تحقيق ثمانية ويكيتات في الشوطين حيث حصل على جائزة رجل المباراة. خلال تلك المباراة، سجل فيرات كوهلي قرنه الخامس والعشرين حيث سجل 123 نقطة في الجولة الأولى بينما انهار لاعبو الهند في الشوط الثاني مع ليون وستارك الذين تسببوا في الضرر حيث انهارت الهند مقابل 140 نقطة فقط.
وشهدت المباراة الاختبارية الثالثة في ملبورن تسجيل بوجارا قرنه الثاني في سلسلة الاختبارات —106— قبل أن تعلن الهند انتهاء جولتها الأولى بنتيجة 443/7. وفي النهاية، سحقت أستراليا (151 و261) بفارق 137 نقطة. حصل جاسبريت بومراه على 6–33 في الجولة الأولى وثلاثة أخرى في الجولة الثانية، ليتم منحه جائزة رجل المباراة. يعني هذا الفوز أن الهند احتفظت بكأس بوردر–جافاسكار ويمكنها أن تصنع التاريخ باعتبارها أول فريق هندي يفوز بسلسلة في أستراليا.
انتهت المباراة الاختبارية الرابعة والأخيرة في ملعب سيدني للكريكيت بالتعادل، ولكن ليس قبل أن يتصدر بوجارا قائمة الهدافين للهند في جولتهم الوحيدة برصيد 193 نقطة، بمساعدة ريشاب بانت الذي سجل 159 نقطة. فازت الهند على أستراليا بنتيجة 300–0، مما أجبرها على لعب مباراة أخرى للمرة الأولى منذ عام 1988 قبل أن يتم إلغاء المباراة بسبب المطر. كان بوجارا هو اللاعب الأفضل في السلسلة بعد تسجيله 521 نقطة على مدار السلسلة بأكملها.

### سلسلة 2020–21
عند دخول السلسلة، حصلت الهند على كأس بوردر–جافاسكار بعد الفوز في أستراليا بنتيجة 2–1 في 2018–19 وعلى أرضها بنتيجة 2–1 في 2017. آخر مرة فازت فيها أستراليا بسلسلة كانت على أرضها بنتيجة 2–0 في موسم 2014–15.
كانت المباراة الاختبارية الأولى في أديلايد مباراة نهارية ليلية فازت فيها الهند بالقرعة واختارت الضرب أولاً. سجلت الهند 244 نقطة في جولتها الأولى، بقيادة قائدها فيرات كوهلي الذي سجل 74 نقطة قبل أن يخرج. وفي ردها، خرجت أستراليا بنتيجة 191، لتتقدم الهند بنتيجة 53. وكان قائد المنتخب الأسترالي تيم باين هو هداف المباراة، حيث أنهى المباراة برصيد 73 نقطة من 99 كرة. وشهدت الجولة الثانية تسجيل الهند لأدنى إجمالي لها في لعبة الكريكيت الاختبارية، 36 فقط. وكان هذا أيضًا أقل إجمالي اختبار في القرن الحادي والعشرين. لم يصل أي رجل مضرب إلى رقم مزدوج، وهي المرة الثانية على الإطلاق في لعبة الكريكيت الاختبارية. وفي الوقت المناسب من هذه الجولة، فقدت الهند هدافها السريع محمد شامي بسبب كسر في الساعد، بسبب ضربة من كرة قصيرة من بات كومينز. سجل جوش هازلوود أرقامًا بلغت 5/8 من 5 أشواط، وهو أكثر ما حققه لاعب بولينج أسترالي اقتصاديًا في الاختبارات منذ عام 1947 عندما حصل على خمسة ويكيت. نجحت أستراليا في مطاردة هدف 90 نقطة بنجاح خلال 21 جولة. لقد أنهوا المباراة بنتيجة 2/93، بفوز بـ 8 ويكيت. تم اختيار تيم باين كأفضل لاعب في المباراة لأدائه في الضرب والحفاظ على الكرة.
أُقيم الاختبار الثاني، اختبار يوم الملاكمة، في ملعب ملبورن للكريكيت في ملبورن. وفي هذا الاختبار والاختبارين اللذين تلياه، كان قائد المنتخب الهندي فيرات كوهلي يأخذ إجازة أبوة. ومن المقرر أن يقود نائب القائد أجينكيا راهان منتخب الهند في غياب كوهلي. فاز قائد الفريق الأسترالي تيم باين بالقرعة واختار الضرب أولاً. تم إخراج أستراليا بنتيجة 195 في الجولة الأولى. وفي رده، قاد راهان الهند إلى 326 نقطة، مما منحها تقدمًا بـ131 نقطة. وفي الشوط الثاني، خرجت أستراليا بـ200 نقطة، ما منح الهند هدف 70 نقطة للفوز. لقد أنجزوا هذه المهمة بخسارة اثنين من الويكيتات. تم اختيار أجينكيا راهان كأفضل لاعب في المباراة بعد أن سجل قرنًا من الأهداف في الجولة الأولى، كما فاز أيضًا بميدالية مولاغ الأولى على الإطلاق.
أقيمت المباراة التجريبية الثالثة على ملعب سيدني للكريكيت، سيدني، ابتداءً من 7 يناير 2021. فاز قائد الفريق الأسترالي تيم باين بالقرعة واختار الضرب أولاً. سجلت أستراليا إجمالي 338 نقطة في الجولة الأولى، بما في ذلك قرن من ستيف سميث وخمسينيات من مارنوس لابوشاجن واللاعب الجديد ويل بوكوفسكي. وعلى الرغم من الخمسينيات العنيدة من شوبمان جيل وتشيتيشوار بوجارا، فقد خرجت الهند في المقابل بنتيجة 244، مما أعطى أستراليا تقدمًا بـ 94 جولة. وفي الشوط الثاني، سجل كاميرون جرين أعلى نتيجة لصالح أستراليا عندما أعلنت النتيجة عند 6/312 بعد 87 جولة، مما أعطى الهند هدف 407 نقاط للفوز. بدا الفوز غير محتمل للغاية، حيث كان ريشاب بانت هو الوحيد الذي سجل 97 نقطة، يليه تشيتيشوار بوجارا بـ 77 نقطة. وانتهت المباراة بالتعادل في النهاية بعد أن أنهت الهند جولتها بنتيجة 5/334 بفضل تألق رافيشاندران أشوين وهانوما فيهاري اللذين ضربا 289 كرة. تم اختيار ستيف سميث كرجل المباراة.
أقيمت المباراة الرابعة الحاسمة في ملعب جابا، بريسبان. تم الترويج لها باعتبارها "جاباتوار" أو "حصن جابا" في دائرة الكريكيت بسبب سجل أستراليا الخالي من الهزائم في اختبارات على هذا الملعب في أكثر من 31 مباراة لعبت على مدار السنوات الـ 32 الماضية، وقد تم دفع الهند إلى الحائط مع المزيد من إصابات اللاعبين؛ لدرجة أن الفريق الهندي تمكن من الاحتفاظ بلاعبين اثنين فقط من أصل أحد عشر لاعباً خاضوا الاختبار الأول في أديلايد. اضطرت الهند إلى إشراك تشكيلة من لاعبي البولينج الذين لديهم خبرة مشتركة في أربع مباريات اختبارية و13 ويكيت فقط (بما في ذلك اثنان بواسطة اللاعب بدوام جزئي روهيت شارما) قبل هذه المباراة. كان هذا الاختبار هو رقم 100 بالنسبة للاعب الأسترالي ناثان ليون، وهو اللاعب الأسترالي الثالث عشر الذي يحقق هذا الإنجاز. فازت أستراليا بالقرعة واختارت الضرب أولاً، حيث جمعت 369 نقطة في جولتها الأولى مع قرن من قبل مارنوس لابوشاجن. تم طرد الهند برصيد 336 نقطة في جولتها الأولى، مما أعطى أستراليا تقدمًا بـ 33 نقطة. خرجت أستراليا بنتيجة 294 نقطة في جولتها الثانية، مما أعطى الهند هدفًا بـ 328 نقطة. ورغم الضغط الشديد الذي تعرضت له، نجحت الهند في مطاردة الهدف قبل ثلاث جولات من نهاية المباراة في اليوم الأخير. لقد أنهوا المباراة بنتيجة 7/329، بفوزهم بثلاثة ويكيتات، ليفوزوا بالسلسلة بنتيجة 2–1. كانت هذه هي المرة الأولى التي تخسر فيها أستراليا مباراة اختبارية في ذا جابا منذ عام 1988، بينما كانت آخر مباراة انتهت بالتعادل في عام 2012. تم اختيار بات كومينز كرجل السلسلة وتم اختيار ريشاب بانت كرجل المباراة لضربته الحاسمة التي بلغت 89*. وفقًا لنتائج استطلاعات الرأي العالمية التي أجرتها اللجنة الدولية للكريكيت، تعتبر هذه السلسلة بمثابة سلسلة مباريات الاختبار النهائية على الإطلاق.

### سلسلة 2022–23
تم تأجيل سلسلة المباريات الأربع التي كان من المقرر إقامتها في أكتوبر ونوفمبر 2022 بسبب بطولة كأس العالم تي 20 التي أقيمت في أستراليا في أكتوبر 2022. تم لعب السلسلة في فبراير 2023.
انطلقت الاختبارات الأولى في 9 فبراير 2023 في ناجبور. فاز قائد الفريق الأسترالي بات كومينز بالقرعة واختار الضرب أولا. في جولتهم الأولى، خرج الأستراليون بنتيجة 177. سيطر لاعب الجولف الهندي المتعافي رافيندرا جاديجا على هذه الجولة بأخذ خمسة. من ناحية أخرى، سجل الهنود 400 نقطة ضخمة، متقدمين بـ 223 نقطة، حيث حصل تود مورفي على 7 ويكيت في أول ظهور له في الجولة الأولى للهند. كانت الجولة الثانية لأستراليا بمثابة فشل تام، حيث خرج الفريق بعد أن حصل على 91 نقطة فقط. بعد فوز بـ 132 جولة في المباراة الاختبارية الأولى، تم منح جائزة رجل المباراة إلى رافيندرا جاديجا لعودته الرائعة.
بدأت الجولة الثانية في 13 فبراير 2023 في دلهي. فاز بات كومينز بالقرعة واختار الضرب أولاً. في الجولة الأولى، سجلت أستراليا 263 نقطة رائعة. في المقابل، سجلت الهند 262 نقطة متأخرة بنقطة واحدة فقط. كان لدى الأستراليين المتقدمين بهامش ضئيل أفضلية تؤدي إلى الجولة الثانية، ومع ذلك، فقد تم إقصاؤهم مقابل 113 نقطة فقط. حقق رافيندرا جاديجا أفضل حصيلة في مسيرته المهنية وهي 7/42 ويكيت وطاردت الهند هدف 114 مع 6 ويكيت في متناول اليد. حصل رافيندرا جاديجا على جائزة رجل المباراة لأدائه المتميز في البولينج.
انطلق الاختبار الثالث في إندور، في 28 فبراير 2023. وكان لدى الفريق الأسترالي بعض اللاعبين العائدين إلى البلاد لأسباب شخصية، وخاصة بات كومينز (قائد أستراليا). ولذلك، كان ستيف سميث يقود الفريق في الاختبار الثالث. فاز روهيت شارما بالقرعة واختار الضرب أولاً. تم إخراج الهند بـ 109 أشواط وحصل ماثيو كونهامان على خمسة ويكيتات مثيرة للإعجاب. وردت أستراليا بتسجيل 197 نقطة في جولتها الأولى، حيث تصدر عثمان خواجة قائمة المسجلين برصيد 60 نقطة. وفي الشوط الثاني، تمكنت الهند من تجاوز تقدم 88 نقطة وسجلت 163 نقطة. حصل ناثان ليون على جائزة أفضل لاعب في المباراة بعد حصوله على ثمانية ويكيتات. طاردت أستراليا هدف 76 بخسارة ويكيت واحد فقط وفازت بالمباراة.

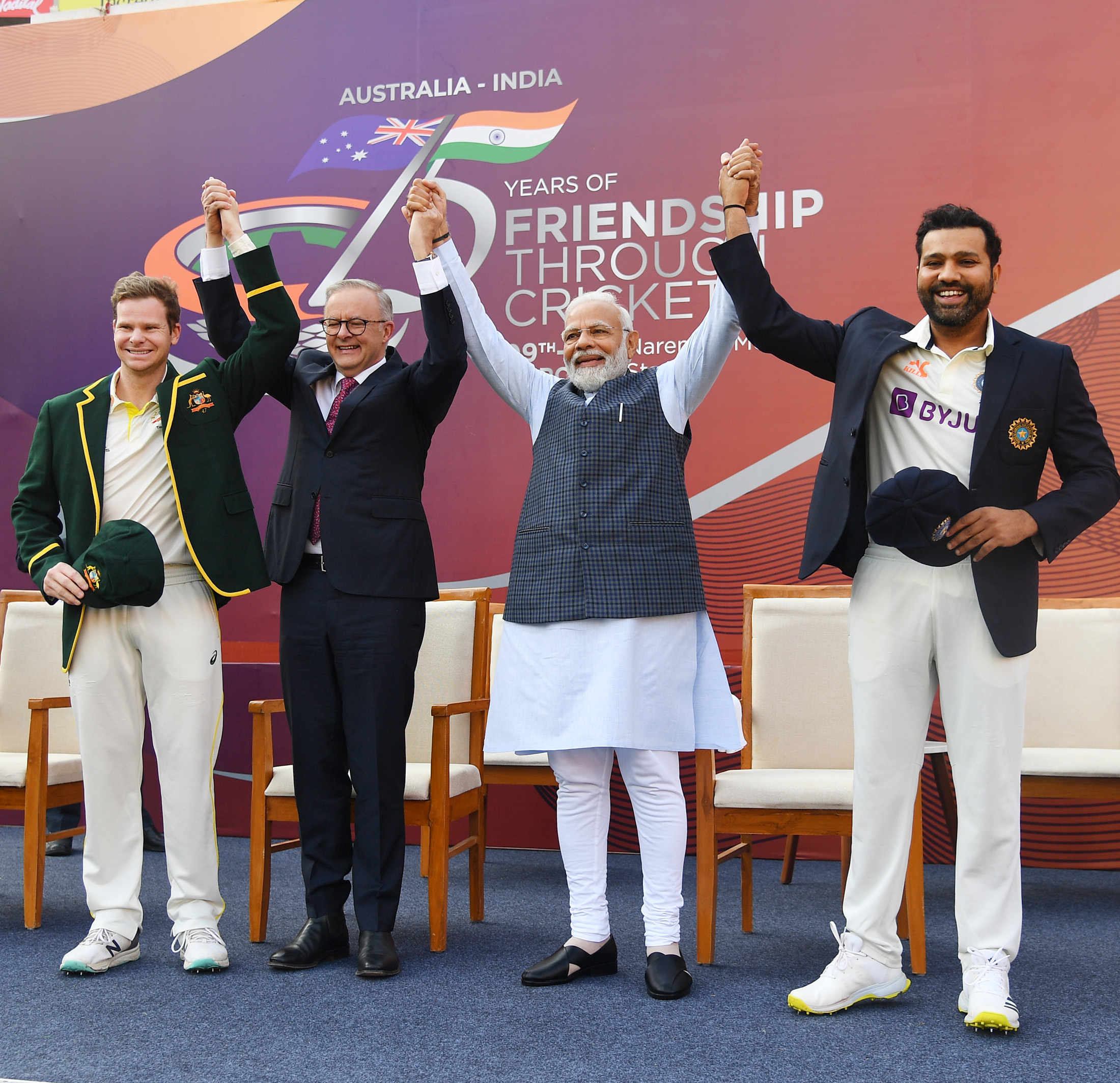
رئيس وزراء الهند ناريندرا مودي مع رئيس وزراء أستراليا أنتوني ألبانيز في الاختبار الرابع لكأس بوردر جافاسكار 2022–23 إلى جانب قائدي الفريقين، روهيت شارما وستيف سميث في حدث "75 عامًا من الصداقة من خلال لعبة الكريكيت".

انطلق الاختبار الرابع في 9 مارس 2023 في ملعب ناريندرا مودي، أحمد آباد. استضاف رئيس الوزراء الهندي ناريندرا مودي نظيره رئيس الوزراء الأسترالي أنتوني ألبانيز في الملعب. تم تنظيم هذا الحدث تكريما لـ 75 عاما من العلاقات الدبلوماسية والعلاقات الكريكيتية بين البلدين. قام رئيسا الوزراء بزيارة متحف "قاعة المشاهير" داخل الملعب.
فاز قائد المنتخب الأسترالي ستيف سميث بالقرعة واختار الضرب. وفي الشوط الأول، سجل عثمان خواجة وكاميرون جرين 180 و114 نقطة على التوالي. وسجلت أستراليا 480 نقطة، وحصل رافيشاندران أشوين على 6 ويكيت لصالح الهند. جاءت الهند للضرب في اليوم الثاني (الدورة الثالثة) من المباراة الاختبارية. وفي الشوط الأول، سجل شوبمان جيل وفيرات كوهلي 128 و186 نقطة على التوالي، وبالنسبة لأستراليا، حصل ناثان ليون وماتيو كوهنيمان على ثلاثة ويكيتات لكل منهما. سجلت الهند 571 نقطة في جولتها الأولى بفارق 91 نقطة. جاءت أستراليا لجولتها الثانية في اليوم الرابع لستة أشواط فقط. في اليوم الأخير (اليوم الخامس) من المباراة، سجل ترافيس هيد ومارنوس لابوشاجن 90 و63 نقطة (لم يخرجا) على التوالي لصالح أستراليا، حيث قرر القائدان التعادل في بداية الشوط 78. كانت النتيجة لأستراليا في جولتها الثانية 175 جولة مقابل خسارة 2 ويكيت. فازت الهند بالسلسلة بنتيجة 2–1 واحتفظت بكأس بوردر–جافاسكار. كان فيرات كوهلي لاعب المباراة بعد تسجيله 186 نقطة بينما حصل رافيشاندران أشوين ورافيندرا جاديجا على جائزة أفضل لاعب مشترك في السلسلة بعد تسجيلهما 86 نقطة و25 ويكيت و135 نقطة و22 ويكيت على التوالي.

## أماكن المباريات
هذه قائمة بجميع الأماكن التي استضافت مباراة في السلسلة.

### أستراليا
- ملعب أديلايد أوفال، أديلايد
- ملعب بريسبان للكريكيت، بريسبان
- ملعب ملبورن للكريكيت، ملبورن
- ملعب سيدني للكريكيت، سيدني
- ملعب بيرث[الإنجليزية]، بيرث
- ملعب دبليو إيه سي إيه، بيرث

### الهند
- حدائق عدن[الإنجليزية]، كلكتا
- ملعب أرون جايتلي، دلهي
- ملعب وانكيدي[الإنجليزية]، مومباي
- ملعب إم إيه تشيدامبارام  [لغات أخرى]‏، تشيناي
- ملعب إم تشيناسوامي، بنغالورو
- ملعب إنديرجيت سينغ بيندرا، موهالي
- ملعب جمعية فيداربا للكريكيت[الإنجليزية]، ناجبور
- ملعب راجيف غاندي الدولي للكريكيت[الإنجليزية]، حيدر أباد
- ملعب جمعية ماهاراشترا للكريكيت[الإنجليزية]، بوني
- مجمع ملعب[الإنجليزية] جيه إس سي إيه الدولي[الإنجليزية]، رانشي
- ملعب جمعية هيماشال براديش للكريكيت[الإنجليزية]، دارامشالا
- ملعب ناريندرا مودي، أحمد آباد
- ملعب هولكار[الإنجليزية]، إندور

## التغطية الإعلامية
المباريات التي لعبت في أستراليا: فوكس سبورتس وشبكة سفن وهيئة البث الأسترالية في أستراليا. شبكة ستار سبورتس، وديزني+ هوتستار، وإذاعة كل الهند في الهند.
المباريات التي لعبت في الهند: ستار سبورتس، دي دي ناشيونال وإذاعة كل الهند في الهند. فوكس سبورتس وإذاعة هيئة البث الأسترالية في أستراليا.

## وصلات خارجية
- كأس بوردر–جافاسكار في إي إس بي إنكريك إنفو